# خیسن-آده‌کرک
خیسن-آده‌کرک (به هلندی: Giessen-Oudekerk) یک منطقهٔ مسکونی در هلند است که در خیسن‌لاندن واقع شده‌است. خیسن-آده‌کرک ۸۹۰ نفر جمعیت دارد.